# Pujol d'Orpinell
El Pujol d'Orpinell és una muntanya de 736 metres que es troba entre els municipis de Mediona a l'Alt Penedès i de Carme, la Llacuna i Orpí a l'Anoia.
Al cim s'hi troba un vèrtex geodèsic (referència 276120001).

## Jaciment arqueològic
Al mateix Pujol d'Orpinell, al vessant sud-est, a 736 m.s.n.m, es localitza el que s'ha interpretat com un lloc d'explotació o treball del sílex que, per les tècniques emprades en les eines localitzades d'aquest material, s'ubica cronològicament en la franja Paleolític superior - Epipalolític - Neolític (11.000 - 2.200 abans del present). Aquest espai apareix representat en l'Atlas de Prehistoria d'Amador Romaní, i, per tant, ja era conegut a principis del segle passat, no obstant, s'hi ha documentat activitats "d'afeccionats" i clandestins a l'espai que fan que la història de la troballa sigui incerta.

## Materials arqueològics
Els materials descrits en l'Atles de Prehistoria d'Amador Romaní i a les notes inèdites de Pere Giró sols informen de la presència d'eines lítiques "genèriques" descrites com a ascles sense retocar o gratadors, tal com podem apreciar al Museu Municipal de Mediona. Així, la manca d'excavacions i l'amplitud cronològica en la que les eines lítiques localitzades foren emprades (Paleolític Superior - Neolític) fan que aquest espai encara s'hagi d'investigar per a poder descriure'l i interpretar correctament.